# Episodi di Star Wars: Forces of Destiny (seconda stagione)
La seconda stagione della serie televisiva animata Star Wars: Forces of Destiny, composta da 16 episodi, è stata distribuita su YouTube dal 19 marzo al 25 maggio 2018 e trasmessa su Disney Channel negli Stati Uniti dal 25 marzo al 25 maggio 2018.
In Italia, la stagione è inedita.
Ogni episodio è scritto da Jennifer Muro e diretto da Brad Rau.
| nº | Titolo originale         | Titolo italiano           | Distribuzione USA | Distribuzione USA | Prima TV Italia |
| nº | Titolo originale         | Titolo italiano           | YouTube           | Disney Channel    | Prima TV Italia |
| -- | ------------------------ | ------------------------- | ----------------- | ----------------- | --------------- |
| 1  | Hasty Departure          | Partenza affrettata       | 19 marzo 2018     | 25 marzo 2018     | inedita         |
| 2  | Unexpected Company       | Compagnia inaspettata     | 19 marzo 2018     | 25 marzo 2018     | inedita         |
| 3  | Shuttle Shock            | Shock nella navicella     | 19 marzo 2018     | 25 marzo 2018     | inedita         |
| 4  | Jyn's Trade              | Lo scambio di Jyn         | 19 marzo 2018     | 25 marzo 2018     | inedita         |
| 5  | Run Rey Run              | Corri, Rey, corri         | 19 marzo 2018     | 25 marzo 2018     | inedita         |
| 6  | Bounty Hunted            | A caccia di taglie        | 19 marzo 2018     | 25 marzo 2018     | inedita         |
| 7  | The Path Ahead           | La strada davanti         | 19 marzo 2018     | 25 marzo 2018     | inedita         |
| 8  | Porg Problems            | Problemi da porg          | 19 marzo 2018     | 25 marzo 2018     | inedita         |
| 9  | Chopper and Friends      | Chopper e i suoi amici    | 4 maggio 2018     | 25 maggio 2018    | inedita         |
| 10 | Monster Misunderstanding | Incomprensioni tra mostri | 4 maggio 2018     | 25 maggio 2018    | inedita         |
| 11 | Art History              | Storia dell'arte          | 4 maggio 2018     | 25 maggio 2018    | inedita         |
| 12 | Porgs!                   | Porg!                     | 4 maggio 2018     | 25 maggio 2018    | inedita         |
| 13 | Perilous Pursuit         | Inseguimento pericoloso   | 4 maggio 2018     | 25 maggio 2018    | inedita         |
| 14 | Traps and Tribulations   | Trappole e Tribolazioni   | 4 maggio 2018     | 25 maggio 2018    | inedita         |
| 15 | A Disarming Lesson       | Una lezione disarmante    | 4 maggio 2018     | 25 maggio 2018    | inedita         |
| 16 | Triplecross              | Triplo gioco              | 25 maggio 2018    | 25 maggio 2018    | inedita         |

## Partenza affrettata
- Titolo originale: Hasty Departure

### Trama
Hera e Sabine liberano una navetta imperiale, ma poiché Sabine si stava precipitando, salgono a bordo della nave sbagliata ed è piena di stormtrooper! Chopper pilota la navetta corretta e salva i suoi amici a mezz'aria.
- Durata 2 minuti e 17 secondi

## Compagnia inaspettata
- Titolo originale: Unexpected Company

### Trama
Ahsoka si unisce ad Anakin in una missione pianificata solo per lui e Padmé. Anakin, sconvolto dall'intrusione, imposta una traiettoria di volo più veloce che li mette sulla traiettoria di un blocco separatista. I tre devono mettere da parte le divergenze per superare il blocco.
- Durata 2 minuti e 32 secondi

## Shock nella navicella
- Titolo originale: Shuttle Shock

### Trama
Durante il loro avvicinamento a Canto Bight, Finn e Rose incontrano un branco di creature nell'atmosfera. Quando un tentacolo colpisce la navetta e manda in cortocircuito BB-8, Finn e Rose devono collaborare per riparare BB-8 e far atterrare la navetta in sicurezza.
- Durata 2 minuti e 2 secondi
- Guest star: John Boyega (voce originale di Finn).

## Lo scambio di Jyn
- Titolo originale: Jyn's Trade

### Trama
Un bambino Chadra-Fan strappa via la collana di cristallo kyber di Jyn che incomincia a dargli la caccia. Quando finalmente cattura il bambino e recupera la sua collana, si rende conto che il bambino ha solo fame e gli dà il suo frutto.
- Durata 2 minuti e 2 secondi
- Nota: unico episodio con Helen Sadler come voce originale di Jyn Erso.

## Corri, Rey, corri
- Titolo originale: Run Rey Run

### Trama
Mentre cerca all'interno di uno star destroyer dei rottami, Rey viene messa alle strette da Teedo che è alla ricerca di una pezzo prezioso. Rey cerca di avvertire Teedo che la rimozione di quel pezzo attiverà il collasso della nave, ma lo fa comunque e lei lo aiuta tuttavia a scappare portandolo in salvo dopo che è stato messo fuori combattimento dalla caduta di detriti.
- Durata: 2 minuti e 17 secondi